# Pallavolo ai Giochi della XXXI Olimpiade - Qualificazioni al torneo maschile (NORCECA)
Le qualificazioni nordamericane di pallavolo maschile ai Giochi della XXXI Olimpiade si sono svolte dall'8 al 10 gennaio 2016 a Edmonton, in Canada: al torneo hanno partecipato quattro squadre nazionali nordamericane e la prima classificata si è qualificata per i Giochi della XXXI Olimpiade.

## Impianti
|                                                                         |  |  |
|                                                                         |  |  |
| Saville Sports Centre Città: Edmonton Capienza: - Anno d'apertura: 2003 |  |  |

## Regolamento

### Formula
Le squadre hanno disputato un'unica fase con formula del girone all'italiana.

### Criteri di classifica
Se il risultato finale è stato di 3-0 sono stati assegnati 5 punti alla squadra vincente e 0 a quella sconfitta, se il risultato finale è stato di 3-1 sono stati assegnati 4 punti alla squadra vincente e 1 a quella sconfitta, se il risultato finale è stato di 3-2 sono stati assegnati 3 punti alla squadra vincente e 2 a quella sconfitta.
L'ordine del posizionamento in classifica è stato definito in base a:
- Numero di partite vinte;
- Punti;
- Ratio dei set vinti/persi;
- Ratio dei punti realizzati/subiti;
- Risultati degli scontri diretti.

## Squadre partecipanti
| Squadra    | Qualificazione                      |
| ---------- | ----------------------------------- |
| Canada     | 1ª al campionato nordamericano 2015 |
| Cuba       | 2ª al campionato nordamericano 2015 |
| Messico    | 4ª al campionato nordamericano 2015 |
| Porto Rico | 3ª al campionato nordamericano 2015 |

## Torneo

### Risultati
| 8 gennaio 2016 Saville Sports Centre, Edmonton Durata: 1h:14 - Spettatori: 2 400 | Canada     | 3 - 0 | Messico    | 25-19, 25-23, 25-16               |
| 8 gennaio 2016 Saville Sports Centre, Edmonton Durata: 1h:45 - Spettatori: 1 500 | Cuba       | 3 - 0 | Porto Rico | 25-22, 25-20, 33-31               |
| 9 gennaio 2016 Saville Sports Centre, Edmonton Durata: 1h:30 - Spettatori: 3 000 | Canada     | 3 - 0 | Porto Rico | 25-16, 25-22, 25-23               |
| 9 gennaio 2016 Saville Sports Centre, Edmonton Durata: 1h:11 - Spettatori: 1 200 | Messico    | 0 - 3 | Cuba       | 15-25, 22-25, 23-25               |
| 10 gennaio 2016 Saville Sports Centre, Edmonton Durata: 2h:07 - Spettatori: 3000 | Porto Rico | 2 - 3 | Messico    | 25-23, 25-16, 24-26, 24-26, 10-15 |
| 10 gennaio 2016 Saville Sports Centre, Edmonton Durata: 1h:00 - Spettatori: ?    | Canada     | 0 - 3 | Cuba       | 15-25, 21-25, 21-25               |

### Classifica
| Pos | Squadra    | Pt | G | V | P | SV | SP | Ratio | PF  | PS  | Ratio |
| --- | ---------- | -- | - | - | - | -- | -- | ----- | --- | --- | ----- |
| 1   | Cuba       | 15 | 3 | 3 | 0 | 9  | 0  | MAX   | 233 | 190 | 1.226 |
| 2   | Canada     | 10 | 3 | 2 | 1 | 6  | 3  | 2.000 | 207 | 194 | 1.067 |
| 3   | Messico    | 3  | 3 | 1 | 2 | 3  | 8  | 0.375 | 224 | 258 | 0.868 |
| 4   | Porto Rico | 2  | 3 | 0 | 3 | 2  | 9  | 0.222 | 242 | 264 | 0.916 |

## Classifica finale
| Pos | Squadra    | Rosa |
| --- | ---------- | --- |
| 1   | Cuba       | Formazione: 2 Melgarejo, 3 Calvo, 4 Jiménez, 7 García, 8 Cepeda, 9 Osoria, 13 Rivera, 14 Uriarte, 15 Albo, 16 Sosa, 17 Alfonso, 18 Alonso, 19 Salazar, 21 Goide, CT: Sánchez                     |
| 2   | Canada     | Formazione: 1 Sanders, 2 Perrin, 3 Lewis, 5 Verhoeff, 6 Duff, 7 Soonias, 9 Schneider, 10 van Lankvelt, 11 Jansen VanDoorn, 15 Winters, 17 Vigrass, 18 N. Hoag, 19 Bann, 22 Marshall, CT: G. Hoag |
| 3   | Messico    | Formazione: 1 Vargas, 2 Márquez, 4 Ruiz, 5 J. Rangel, 7 Quiñones, 9 Ceballos, 10 P. Rangel, 11 Barajas, 13 Córdova, 17 Orellana, 18 Aguirre, 20 Duarte, CT: Azair                                |
| 4   | Porto Rico | Formazione: 2 Goás, 4 Del Valle, 6 Pérez, 7 Escalante, 8 E. Rivera, 10 Cruz, 11 Torres, 12 Soto, 14 Román, 15 Núñez, 16 J. Rivera, 20 Sánchez, CT: Gaspar                                        |

|  | Qualificata ai Giochi della XXXI Olimpiade |

|  | Qualificata al torneo di qualificazione mondiale (girone A) |

|  | Qualificata al torneo di qualificazione mondiale (girone B) |

## Premi individuali
| Premio                | Nome                   | Squadra |
| --------------------- | ---------------------- | ------- |
| MVP                   | Rolando Cepeda         | Cuba    |
| Miglior realizzatore  | Rolando Cepeda         | Cuba    |
| Miglior servizio      | Rolando Cepeda         | Cuba    |
| Miglior difesa        | Tyler Sanders          | Canada  |
| Miglior ricevitore    | Jorge Barajas          | Messico |
| Miglior palleggiatore | Ricardo Calvo          | Cuba    |
| Miglior opposto       | Rolando Cepeda         | Cuba    |
| Miglior schiacciatore | John Perrin            | Canada  |
| Miglior schiacciatore | Osmany Uriarte         | Cuba    |
| Miglior centrale      | Luis Sosa              | Cuba    |
| Miglior centrale      | Daniel Jansen VanDoorn | Canada  |
| Miglior libero        | Jesús Rangel           | Messico |